# Beauftragte für Chancengleichheit
Beauftragte für Chancengleichheit am Arbeitsmarkt, abgekürzt BCA, ist eine Funktionsbezeichnung für bestimmte Mitarbeiter in den Behörden der Arbeitsverwaltung.

## Gesetzliche Grundlage
Beauftragte für Chancengleichheit am Arbeitsmarkt gibt es gem. § 385 SGB III bei den Agenturen für Arbeit, bei den Regionaldirektionen und bei der Bundesagentur für Arbeit sowie gem. § 18e Zweites Buch Sozialgesetzbuch bei den Jobcentern.

### Sozialgesetzbuch Drittes Buch SGB III
Im Sozialgesetzbuch III wurden mit Art. 1 des Gesetzes zur Reform der Arbeitsförderung sog. „Beauftragte für Frauenbelange“ bei den damaligen Arbeitsämtern, Landesarbeitsämtern und der Bundesanstalt für Arbeit eingeführt, um eine geschlechtergerechte Arbeitsförderung durchzusetzen. Mit Art. 1 Nr. 110 des Job-AQTIV-Gesetzes wurde der Aufgabenbereich der Beauftragten auf die Wahrung der Gleichstellungsbelange beider Geschlechter erweitert und ihre Bezeichnung in „Beauftragte für Chancengleichheit am Arbeitsmarkt“ geändert. Seit 2006 sind die Beauftragten für Chancengleichheit in § 385 SGB III geregelt.

### Sozialgesetzbuch Zweites Buch SGB II
Zum 1. Januar 2011 wurden die Aufgaben der BCA für den Zuständigkeitsbereich der Jobcenter im Sozialgesetzbuch II verankert. § 18e SGB II wurde durch Art. 1 Nr. 7 des Gesetzes zur Weiterentwicklung der Organisation der Grundsicherung für Arbeitsuchende vom 3. August 2010 in das SGB II eingefügt, „um bei der Erbringung der Leistungen der Grundsicherung für Arbeitsuchende den Zielen der Gleichstellung von Frauen und Männern, des Abbaus geschlechtsspezifischer Nachteile, der besonderen Frauenförderung und der Berücksichtigung der familienspezifischen Lebensverhältnisse besser als bisher gerecht zu werden.“

## Aufgaben
Das Aufgabenspektrum erstreckt sich im Geltungsbereich des SGB III sowohl auf die Gleichstellung von Frauen und Männern als Querschnittsaufgabe als auch auf spezielle Frauenfördermaßnahmen. Die Bezeichnung vermeidet zudem Verwechselungen mit der Gleichstellungsbeauftragten. Im Geltungsbereich des SGB II dient die Einführung der Umsetzung von Handlungsempfehlungen aus gleichstellungspolitischer Sicht als Folge der Wirkungsforschung gem. § 55 SGB II.
Die Förderung der Chancengleichheit von Frauen und Männern am Arbeitsmarkt ist eine Querschnittsaufgabe und ein besonderes Anliegen der Bundesagentur für Arbeit (BA). Sie ist ständige Leitlinie der Geschäftspolitik und stellt einen Auftrag an alle Agenturen für Arbeit und Jobcenter dar.
Durch Leistungen der aktiven Arbeitsförderung wird auf die Beseitigung bestehender Nachteile sowie auf die Überwindung des geschlechtsspezifischen Ausbildungs- und Arbeitsmarktes hingewirkt. Damit wird ein wichtiger Beitrag zur Umsetzung der Europäischen Beschäftigungsstrategie und des Nationalen Beschäftigungspolitischen Aktionsplanes der Bundesregierung geleistet.
Ziel ist, die berufliche Situation von Frauen auf dem Ausbildungs- und Arbeitsmarkt zu verbessern, um einen höheren Beschäftigungsstand zu erreichen und die Beschäftigungsstruktur zu verbessern. Damit sind weitere Ziele verbunden, wie die Fachkräftesicherung, die eigenständige Existenzsicherung von Frauen sowie die Vermeidung von Altersarmut.
Zur Unterstützung für diese Querschnittsaufgabe gibt es auf allen drei Organisationsebenen der BA Beauftragte für Chancengleichheit am Arbeitsmarkt.
Beauftragte für Chancengleichheit am Arbeitsmarkt,
- repräsentieren die jeweilige Dienststelle und sind Ansprechpartner in übergeordneten Fragen
  - der Frauenförderung,
  - der Gleichstellung von Frauen und Männern am Arbeitsmarkt sowie
  - der Vereinbarkeit von Familie, Pflege und Beruf bei beiden Geschlechtern.

Sie setzen sich ein für:
- Existenzsichernde Beschäftigung
- Die Förderung von Frauen unter Berücksichtigung ihrer familienspezifischen Lebensverhältnisse
- Den Abbau geschlechtsspezifischer Nachteile
- Bedarfsgerechte Kinderbetreuung
- Die Erlangung von Abschlüssen durch Erziehende und insbesondere Alleinerziehende – sie sollen die Möglichkeit erhalten, sich beruflich in die Arbeitswelt zu integrieren, z. B. über die Teilzeitberufsausbildung.
- Die Umwandlung von Minijobs in sozialversicherungspflichtige Beschäftigungen
- Familienorientierte Arbeitszeiten
- Einen qualifizierten beruflichen Wiedereinstieg nach einer Familienphase
- Die Förderung von Frauen in MINT Berufen
- Klischeefreie Berufsorientierung und -beratung

BCA leisten in der Betreuung besonderer Personengruppen einen wichtigen Beitrag, zum Beispiel durch Informationsveranstaltungen für Wiedereinsteigerinnen oder auch die Mitwirkung bei der Initiierung und Ausgestaltung passgenauer und flexibler Qualifizierungsangebote.
Gleichzeitig arbeiten sie in unterschiedlichen Netzwerken mit und pflegen Kontakte zu anderen Beratungsstellen.
Sie arbeiten mit Arbeitgeber- und Arbeitnehmerverbänden vor Ort zusammen, um die Bereitschaft von betrieblichen familienfreundlichen Angeboten zu fördern und damit die Integration von Menschen mit familiären Verpflichtungen in den Arbeitsmarkt zu erleichtern.

## Gender Mainstreaming
Die Gleichstellung von Frauen und Männern ist als durchgängiges Prinzip in den Zielen des SGB II und SGB III verankert. Die unterschiedlichen Lebenssituationen von Frauen und Männern sollen bei der Umsetzung sämtlicher Leistungen der Arbeitsförderung berücksichtigt werden (präventiv wirkender Ansatz des Gender-Mainstreaming).
Mit speziellen Frauenfördermaßnahmen soll die berufliche Situation von Frauen verbessert und bestehende Ungleichgewichte im Nachhinein korrigiert werden.
Der gesetzliche und politische Rahmen für den Umgang der BA mit dem Thema Chancengleichheit von Frauen und Männern am Arbeitsmarkt wird von verschiedenen rechtlichen Grundlagen getragen:
- Grundgesetz Art. 3

- SGB III, Arbeitsförderung
- SGB II, Grundsicherung
- Allgemeines Gleichbehandlungsgesetz (AGG)
- Lissabon-Strategie
- Amsterdamer Vertrag von 1997
- Vereinbarung zwischen der Bundesregierung und den Spitzenverbänden der deutschen Wirtschaft
- Beschäftigungspolitische Leitlinien (seit 1998)
- EU-RL 2006/54/EG
- Gleichbehandlungsrichtlinie EU RL
- EU-Strategie für die Gleichstellung von Frauen und Männern 2010–2015